# 옥룡 나시족 자치현
옥룡 나시족 자치현 (중국어: 玉龙纳西族自治县, 병음: Yùlóng Nàxīzú Zìzhìxiàn)은 중화인민공화국 윈난성 리장 시의 현급 행정구역이다. 넓이는 6521km2이고, 인구는 2019년 기준으로 300,000명이다.

## 행정 구역
3개 진, 10개 향, 3개 민족향을 관할한다.
- 진: 黄山镇, 石鼓镇, 巨甸镇.
- 향: 白沙乡, 拉市乡, 太安乡, 龙蟠乡, 鲁甸乡, 塔城乡, 大具乡, 宝山乡, 奉科乡, 鸣音乡.
- 민족향: 石头白族乡, 黎明傈僳族乡, 九河白族乡.